# KK Zrinjevac Zagreb
KK Zrinjevac je hrvatski košarkaški klub iz Zagreba. Trenutačno nastupa u A2 ligi - centar. 

## Povijest
Privrednik i saborski zastupnik Ivan Arapović osnovao je 1937. godine "Martinovku", prvi zagrebački košarkaški klub, čije tradicije danas nastavlja Zrinjevac. Klub je u svojoj povijesti nastupao pod raznim imenima, kao što su: Martinovka, Element, Jedinstvo, Monter, Montažno, Jugomontaža, Trešnjevka, Industromontaža, Monting, Montmontaža i Inustromontaža.  
1946. su dobili ime Jedinstvo. 
Klub je sudjelovao u drugom prvenstvu socijalističke Jugoslavije 1947. godine na završnom turniru u Zagrebu. Bili su po ostvarenom rezultatu bila je drugi po uspješnosti hrvatski klub, iza Zadra. Nisu pobijedili ni u jednoj utakmici te su bili zadnji, peti.
Na trećem prvenstvu socijalističke Jugoslavije 1948. godine na završnom turniru u Beogradu bili su najbolji hrvatski klub, na trećem mjestu. Osim njih, od hrvatskih klubova sudjelovala je zagrebačka Mladost (5. mjesto).
Na 4. prvenstvu socijalističke Jugoslavije 1949. godine bili su drugi po uspješnosti hrvatski klub, zauzevši na kraju 4. mjesto. Osim njih, od hrvatskih klubova sudjelovala je zagrebačka Mladost koja je bila uspješnija (3. mjesto) te zagrebačka Lokomotiva koja je bila 9. na ljestvici.
Na 5. prvenstvu socijalističke Jugoslavije 1950. godine bili su treći po uspješnosti hrvatski klub, zauzevši na kraju 8. mjesto. Osim njih, od hrvatskih klubova sudjelovao je zagrebački Metalac koji je bio uspješniji (5. mjesto) te KK Zadar (7. mjesto).
Na 6. prvenstvu socijalističke Jugoslavije 1951. godine bili su treći po uspješnosti hrvatski klub, zauzevši na kraju 9. mjesto. Osim njih, od hrvatskih klubova bili su zagrebačka Mladost (3. mjesto), KK Zadar (4. mjesto), Lokomotiva iz Zagreba (11. mjesto).
1952. klub je promijenio ime u Monter. Pod tim je imenom nastupao godinu dana, nakon čega je promijenio ime u Montažno. Pod imenom Montažnog igrali su od 1953. do 1957. godine, kad su preuzeli ime Jugomontaža. Ime Jugomontaže nosili su do 1964. godine. Tad su preuzeli ime po zagrebačkoj gradskoj četvrti Trešnjevci, po kojoj su se zvali do 1970. godine. Novi pokrovitelj Industromontaža im je dao ime koje su nosili do 1978. godine. U tom su razdoblju igrala dvojica poznatih hrvatskih košarkaša koji su poslije prešli u Cibonu, Zoran Čutura i Mihovil Nakić. 1978. godine klub je dobio ime Monting koje je nosio iduće desetljeće. 
Dolaskom Dražena Petrovića u Cibonu, minutaža Mladena Cetinje bila je izvjesno sve manja, pa je Mladen Cetinja prešao u Monting.
1988. je promijenio ime te se zvao Montmontaža. U toj se povijesti, krajem 80-tih, klub se strelovito uspinjao prema prvoj ligi. Nakon dvije godine, 1990. ponovo ih uzima Industromontaža pod svoje. Njeno ime nose do 1992., nakon čega nose ime Zrinjevac. U tom je razdoblju od samo šest godina klub od niželigaša pretvorio u vrhunski organiziran klub, prepoznatljiv po organizaciji te vlastitoj školi košarke. Vrhunac povijesti kluba dolazi u sezoni 1994./95. kada se odigralo finale Kupa Hrvatske i Prvenstva Hrvatske te sljedeća 1995./96. kada su igrali kvalifikacije za ulazak u Euroligu, najcjenjenije europsko klupsko natjecanje protiv španjolske Unicaje. 
Kroz najbolju sezonu u povijesti PH Zrinjevac je vodila odlična početna petorka u sastavu : Ivica Marić, Zdravko Radulović, Damir Tvrdić, Siniša Kelečević i Emilio Kovačić, a trener je bio Vlado Vanjak.
Danas je košarkaški klub Zrinjevac, klub bogate povijesti svrstan u vrh hrvatske klupske košarke, rezultatima seniorske momčadi, a još više rezultatima i radom s košarkaškom mladeži.

## Naziv kluba kroz povijest
- KS Martinovka (1937. - '45.)
- Element (1945. - '46.)
- Jedinstvo (1946. - '52.)
- Monter (1952. - '53.)
- Montažno (1953. - '57.)
- Jugomontaža (1957. - '64.)
- Trešnjevka (1964. - '70.)
- Industromontaža (1970. - '78.)
- Monting (1978. - '88.)
- Montmontaža (1988. - '90.)
- Industromontaža (1990. - '92.)
- Zrinjevac (1992. - )

## Poznati igrači
- Branko Radović
- Zoran Čutura
- Mihovil Nakić
- Srebrenko Despot
- Mladen Cetinja[1]

## Vanjske poveznice
- Službena stranica
- Profil  Arhivirana inačica izvorne stranice od 6. prosinca 2008. (Wayback Machine) na Eurobasket.com